# Alboránzee
De Alboránzee is het westelijkste gedeelte van de Middellandse Zee. Ze ligt tussen enerzijds Spanje en anderzijds Marokko en Algerije. De Straat van Gibraltar, die ten westen ligt van deze randzee, verbindt de Alboránzee met de Atlantische Oceaan.
In het midden van de Alboránzee bevindt zich het eiland Isla de Alborán.